# Метаконтент Framework
Метаконтент Framework (англ. Meta Content Framework, MCF) является спецификацией формата для структурирования метаданных о веб-сайтах и других данных. MCF разработал Ramanathan V. Guha в Apple Computer между 1995 и 1997 годами. Когда исследовательский проект был закрыт, Guha покинул Apple и перешёл в Netscape, где адаптировал MCF к использованию XML и создал первую версию Resource Description Framework (RDF).
Одним приложением, использующим MCF, было HotSauce, также разработки Guha, пока он ещё работал в Apple. Оно генерировало трёхмерную графику из содержимого таблицы веб-сайтов и основано на описаниях MCF.
Позднее идея использования метаданных появляется при выпуске Mac OS X 10.4, которая включала в себя Spotlight, систему поиска, которая использует образец данных для его поиска в файлах.